# フェルナン・レジェ
フェルナン・レジェ（Fernand Léger、1881年2月4日 - 1955年8月17日）は、20世紀前半に活動したフランスの画家。ピカソ、ブラックらとともにキュビスム（立体派）の画家と見なされるが、後にキュビスムの作風から離れ、太い輪郭線と単純なフォルム、明快な色彩を特色とする独自の様式を築いた。絵画以外にも版画、陶器、舞台装置、映画など幅広い分野において作品を残した。

## 生涯
レジェは1881年、フランス、ノルマンディー地方の内陸部に位置するオルヌ県アルジャンタンに畜産農家の息子として生まれた。1897年からカーンの建築家のスタジオで修業した後、1900年にパリに出た。以後、主にパリと南仏で制作している。パリでは建築製図工の仕事をしながら、装飾美術学校やアカデミー・ジュリアンに通った。当時のレジェは印象派風の風景画、人物画などを描いており、独自の作風を求めて模索中であった。
1907年にパリのサロン・ドートンヌで開催されたセザンヌの回顧展はレジェに大きな影響を与えた。この頃からレジェは当時の前衛美術運動であったキュビスム（立体派）に参加する。「自然を円錐、円筒、球として捉える」というセザンヌの言葉はレジェの画風にも影響し、「森の裸体」（1909年-1910年）などの初期作品では人物が円筒形に還元されている。このことから、当時の彼の作風は「キュビスム（cubism,立体主義）」をもじって「チュビスム（"T"ubism,土管屋）」と揶揄されたこともあった。
レジェは1908年からパリ、モンパルナスの共同住宅兼アトリエ「ラ・リュッシュ」（蜂の巣）に住みつき、そこに住んでいたマルク・シャガールらの画家と知り合った。「ラ・リュッシュ」は当時の若い画家たちのたまり場となっており、アメデオ・モディリアーニ、シャイム・スーティンらの画家も出入りしていた。レジェは1910年には当時の有力な画商カーンワイラーに認められ、1912年にカーンワイラー画廊で初の個展を開催、1913年には同画廊と専属契約を結んでいる。同じ頃、ジャック・ヴィヨン、フランシス・ピカビア、ジャン・メッツァンジェらが参加していたセクシオン・ドール（黄金分割）という前衛画家グループに加わり、1912年にボエシー画廊で開催されたセクシオン・ドールのグループ展にも参加している。ジャック・ヴィヨンらのアトリエがあった場所の地名をとって「ピュトー・グループ」とも呼ばれるこのグループは、キュビスムが軽視していた色彩を復活させるなど、キュビスムの運動をより発展させようとしたものであったが、長続きせずに終わった。レジェはこうした当時の前衛的な美術運動に参加しつつ、キュビスムとも抽象絵画とも異なった独自の様式を確立していく。
レジェは1914年から1917年まで第一次世界大戦に従軍した。彼は大戦中に見た大砲などの兵器の機能的美に魅せられたといい、また、兵役期間の休暇中にチャップリンの映画を見たこともその後の彼の作風に影響したという。独自の様式を確立して以後のレジェの作品には、人物とともに機械をモチーフとした作品が目立つ。レジェにとっては自然の風景よりも現代に生きる人間や現代の機械文明が主たる関心の対象であった。
1920年、建築家のル・コルビュジエと知り合い、以後、ル・コルビュジエの設計した建築の壁画を担当することが多くなった。この頃からレジェは壁画、舞台美術などにも活動の場を広げていく。舞台装置の分野では、1923年にダリウス・ミヨーのバレエ「世界の創造」初演時の舞台美術を担当した。また、1924年には実験的な映画「バレエ・メカニック」（音楽：ジョージ・アンタイル）を制作している。1940年から第二次世界大戦の戦火を避けてアメリカで活動し、1945年に帰国してフランス共産党に入党した。大戦後は壁画、ステンドグラス、舞台装置、陶器、版画、書物の挿絵など幅広い総作活動を行った。国際連合総会のホールにはレジェの壁画が寄贈されている。陶器の制作は1949年、南仏アンティーブ近郊の山間の村ビオットで始めたもので、同地にはレジェ没後の1960年、フェルナン・レジェ美術館が建てられている。開館式には画家仲間のピカソ、ブラック、シャガールのほか、当時のフランス文化相・アンドレ・マルローも列席した。
1952年、当時71歳のレジェは、弟子でロシア出身の画家であるナディアと再婚。再婚を機にセーヌ・エ・オワーズ県（現在のエソンヌ県）のジフ＝シュル＝イヴェットに転居し、1955年に同地で没した。

## 代表作
- 森の裸体（1909年-1910年）クレラー・ミュラー美術館（オランダ・オッテルロー）
- 青衣の女（1912年）バーゼル市立美術館（スイス）
- トランプ遊び（1917年）クレラー・ミュラー美術館（オランダ・オッテルロー）
- 三人の女性（1921年）ニューヨーク近代美術館
- 余暇─ルイ･ダヴィッド讃（1948年-1949年）パリ、国立近代美術館（ポンピドゥー・センター）
- 大パレード（1954年）ニューヨーク、グッゲンハイム美術館
- 歩く花（1952年）オランダ・ハーグ、箱根の森美術館

## ギャラリー

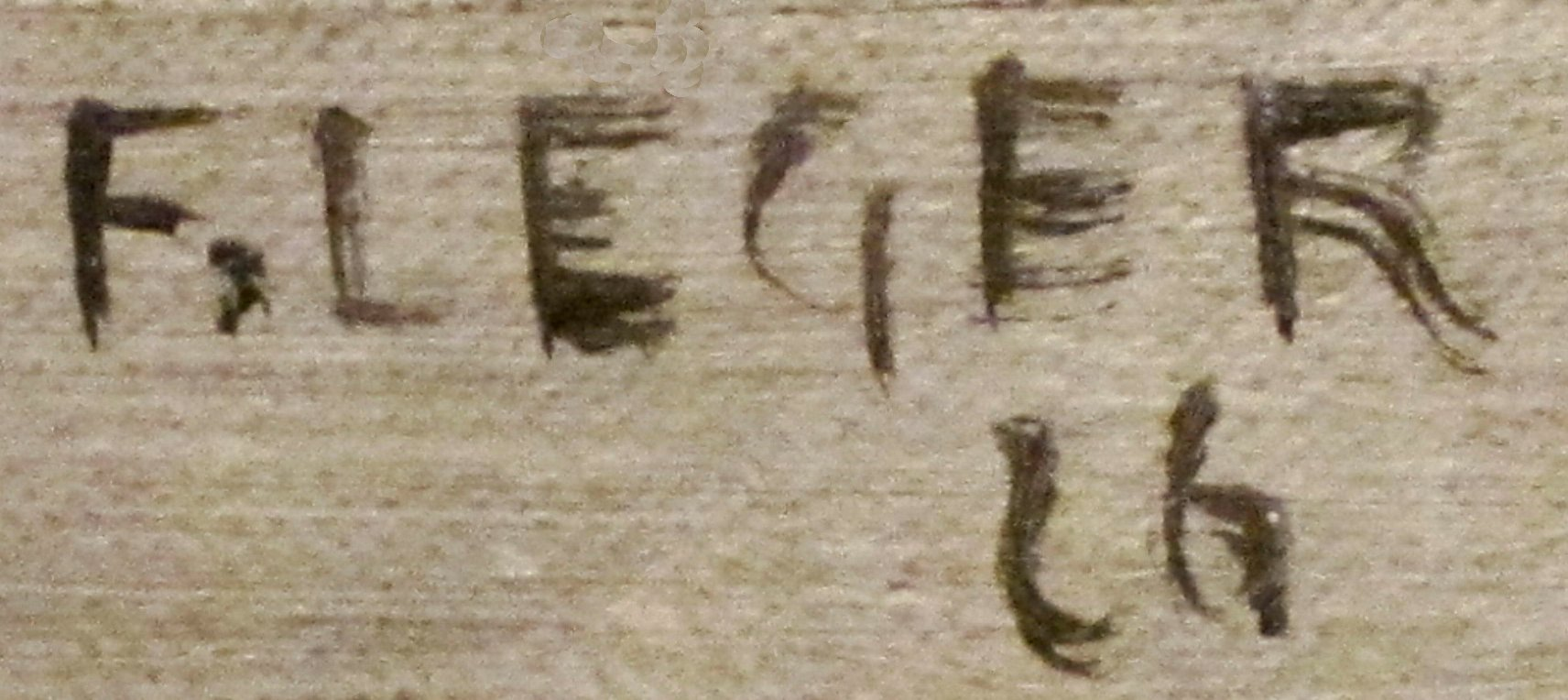
サイン
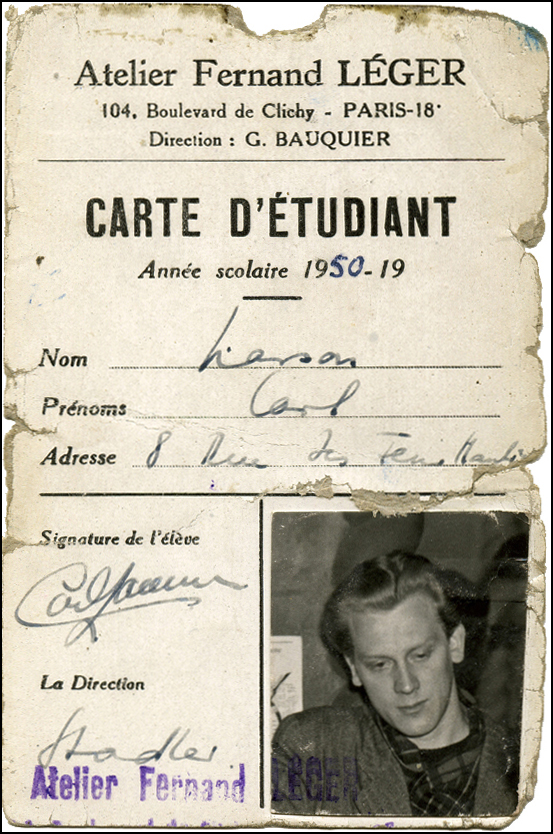
学生証
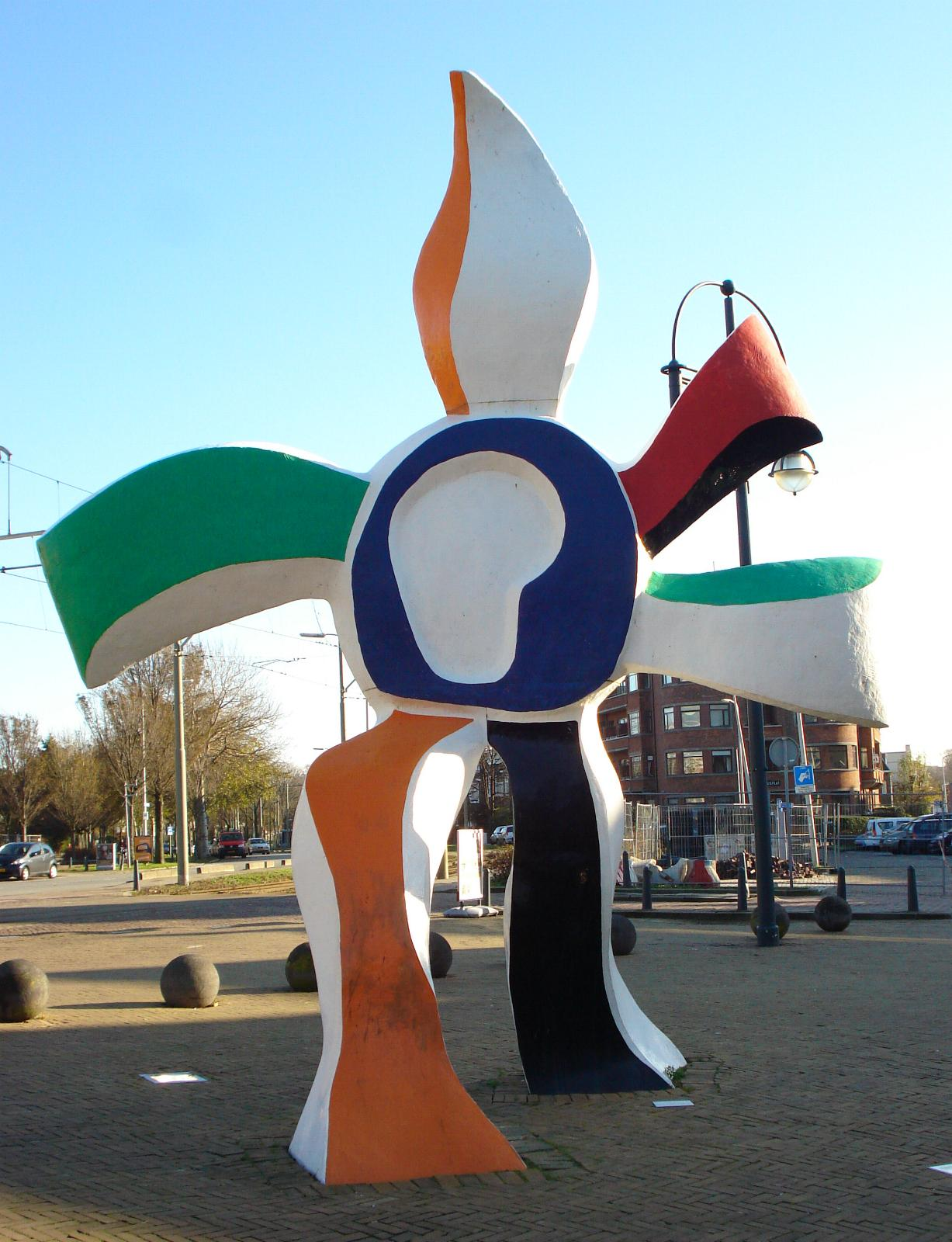
「Lagrande fleur qui marche」ハーグ/オランダ1952年
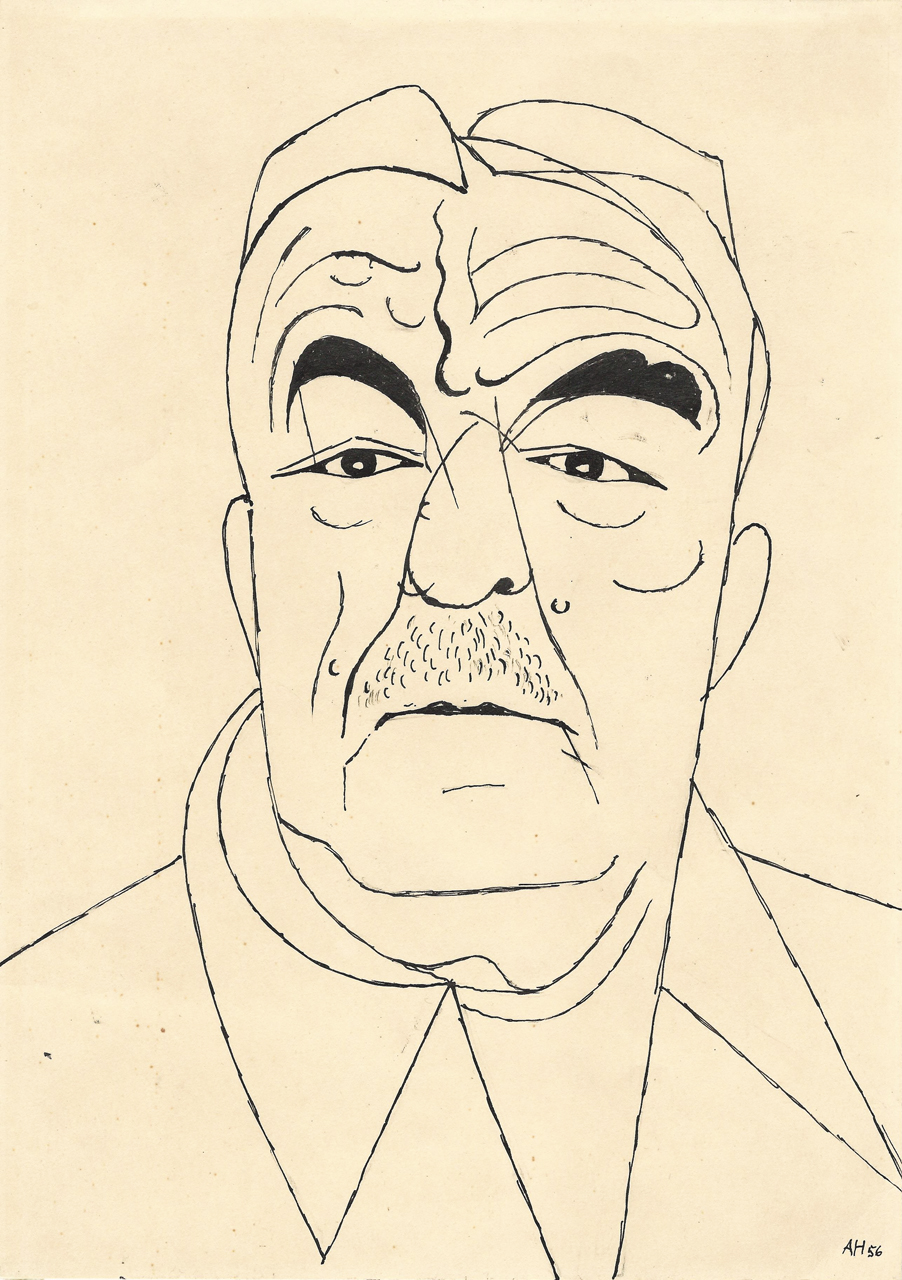
アドルフ・ホフマイステル（フランス語版）作、レジェ像1956年
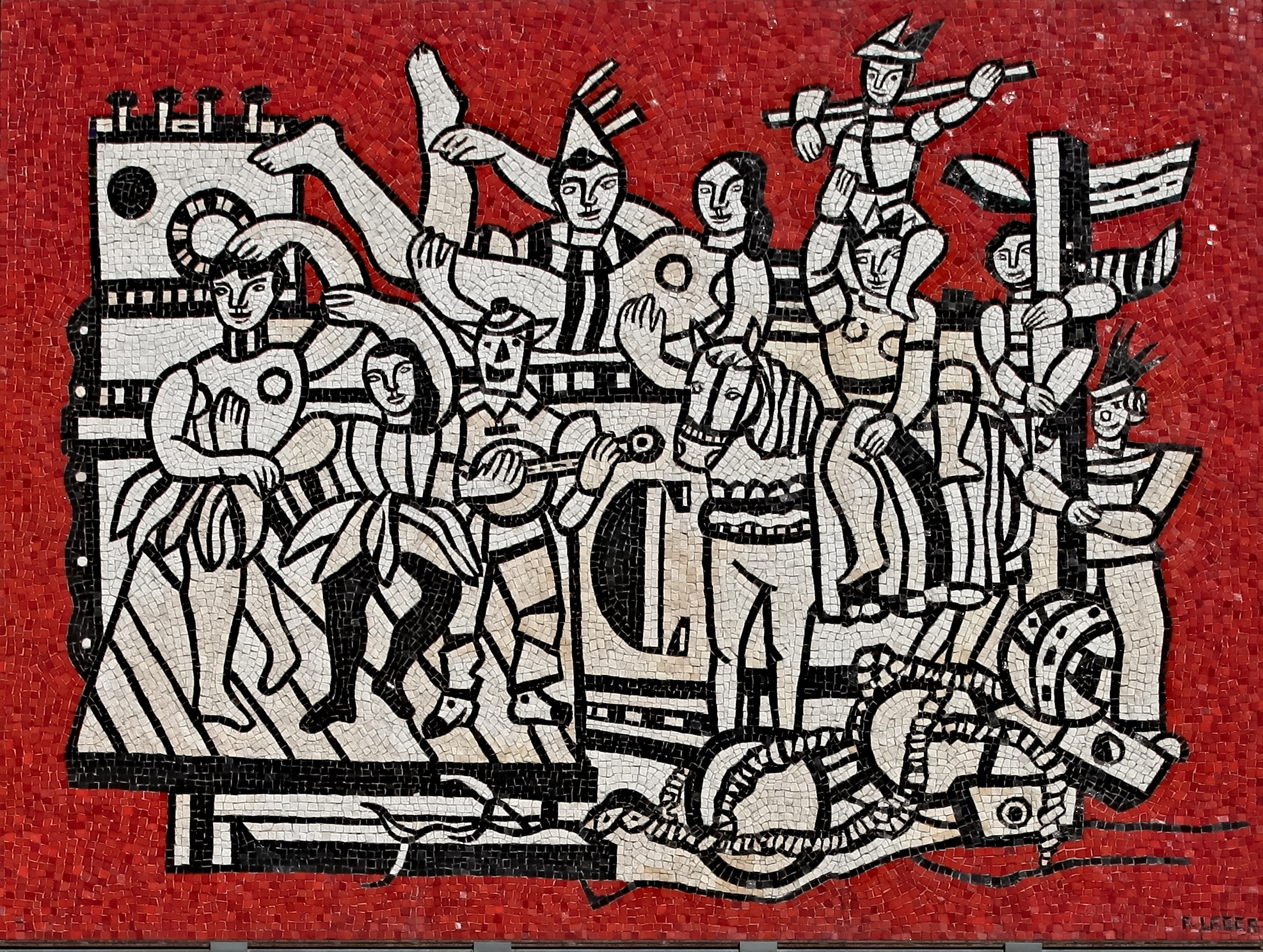
モザイク作品「Grand parade with red background,」1958年
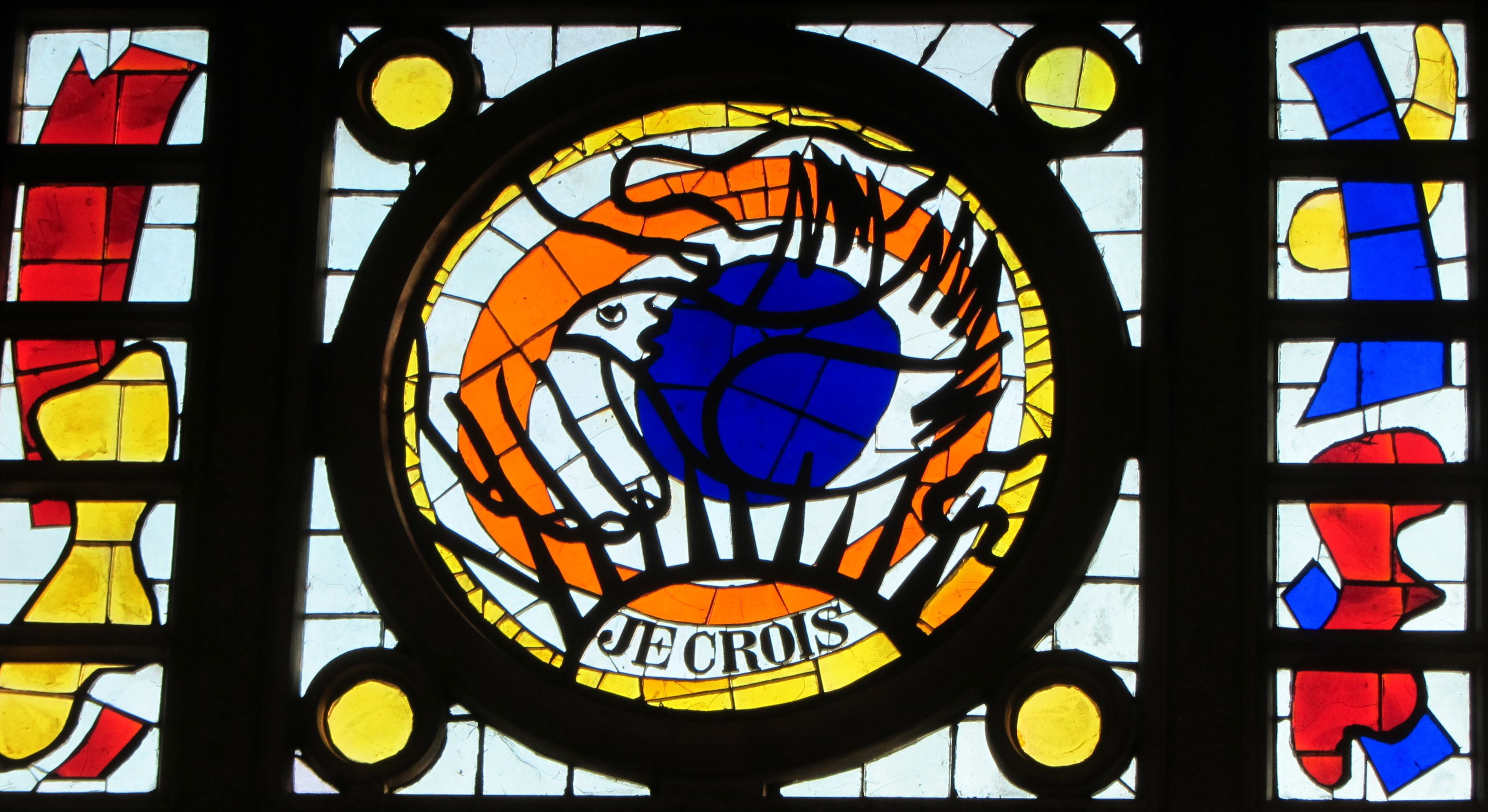
ステンドグラス作品「Je crois」1958年
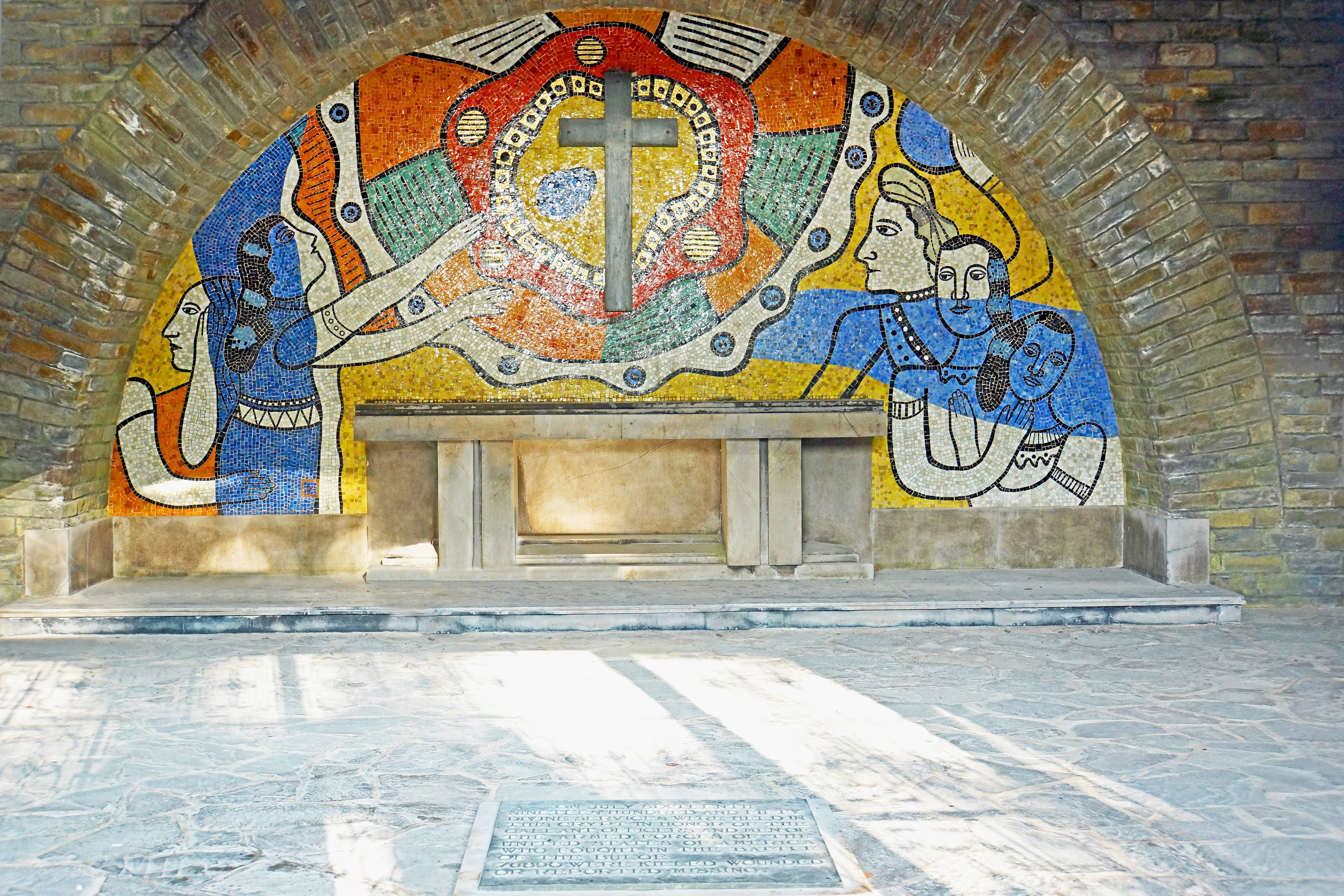
マディソン記念（英語版）礼拝堂のモザイク作品

## 日本で出ている画集
- 『現代世界美術全集 第5巻 : ピカソ, ブラック, レジェ, グリス, ドローネ, ヴィヨン』 解説: 徳大寺公英 ほか、河出書房、1953年
- 『新潮美術文庫 レジェ』 解説: 若桑みどり、新潮社、1976年
- 『ファブリ研秀世界美術全集 19 : ピカソ, ブラック, レジェ, クレー』 八重樫春樹、研秀出版、1976年
- 『世界美術全集 33 : ブラック・レジェ』 近藤芳美・宮島久雄 執筆、小学館、1978年
- ヴェルナー・シュマレンバッハ 著、八重樫春樹 訳『レジェ』美術出版社〈世界の巨匠シリーズ〉、1978年